# Drina
El Drina és un riu dels Balcans que flueix per la frontera de Bòsnia i Hercegovina amb Sèrbia. El Drina es forma als Alps dinàrics juntament amb el riu Tara i el Piva, tots dos procedents de Montenegro, fins a la seva convergència prop de la frontera de Bòsnia i Hercegovina. Travessa 346 km cap al nord, la majoria d'ells seguint la frontera de Bòsnia i Sèrbia, cap al riu Sava, prop de Sremska Rača, al nord-oest de Sèrbia. Les ciutats principals per on passa el riu són Foča, Goražde, Višegrad, Žepa, i Zvornik a Bòsnia, i Bajina Bašta, Mali Zvornik i Loznica a Sèrbia.